# АГМК (стадион)
Стадион спорткомплекса АГМК (узб. OKMK sport majmuasi stadioni / ОКМК спорт мажмуаси стадиони) — многоцелевой стадион в городе Алмалык Ташкентской области Узбекистана. Является домашней ареной местного футбольного клуба АГМК. Находится на юго-востоке города Алмалык, на перечесении улиц Рашидова и Гагарина. 
Является частью спортивного комплекса АГМК, который занимает 13 га территории. Кроме этого стадиона, имеет две закрытые спортивные арены с трибунами для проведения матчей по мини-футболу (футзалу), баскетболу, гандболу, волейболу, боксу, гимнастике, легкой атлетике, боевых искусств, теннисные корты, искусственные поля для футбола.
Построен в 2011—2014 годах. Торжественно открыт в 16 марта 2014 года при участии ряда высокопоставленных лиц, и  в тот день проведён первый официальный матч на этом стадионе в рамках Высшей лиги Узбекистана между клубами «Алмалык» и Металлург (3:2). 
Стадион спорткомплекса АГМК является одним из самых современных стадионов Узбекистана. Имеется четыре раздевалки, современные душевые, комната для массажа, комната для медработников, комната допинг-контроля, комната судей и комиссаров, другие вспомогательные комнаты, условия для представителей СМИ и телевидения, современный зал для пресс-конференций, медиа-трибуна, VIP и CIP места, места для инвалидов, современные электронное табло, акустика и освещение.
В 850 метрах к западу от данного стадиона расположена вторая по крупности арена города Алмалык — стадион «Металлург», открытый в 1960 году и вмещающий 11,000 зрителей, где до 2014 года проводил свои домашние матчи АГМК (тогда назывался «Алмалык»).